# Fresneda de Cuéllar (kommunhuvudort)
Fresneda de Cuéllar är en kommunhuvudort i Spanien.   Den ligger i provinsen Provincia de Segovia och regionen Kastilien och Leon, i den centrala delen av landet, 120 km nordväst om huvudstaden Madrid. Fresneda de Cuéllar ligger 767 meter över havet och antalet invånare är 216.
Terrängen runt Fresneda de Cuéllar är platt. Runt Fresneda de Cuéllar är det mycket glesbefolkat, med 7 invånare per kvadratkilometer. Närmaste större samhälle är Cuéllar, 14,5 km nordost om Fresneda de Cuéllar. Trakten runt Fresneda de Cuéllar består till största delen av jordbruksmark.